# 霍洛韋 (明尼蘇達州)
霍洛韦（英語：Holloway）是一个美國城市，位於明尼苏达州斯威夫特縣。根據2010年的人口普查，當地人口為92人。

## 地理
根据美国人口普查局，该城市的总面积為1.39平方英里（3.60平方）。